# Ремі Боньяскі
Ремі Боньяскі (нід. Remy Bonjasky; *10 січня 1976, Парамарибо, Суринам) на прізвисько «Летючий джентльмен» (англ. The Flying Gentleman) — голландський спортсмен, професійний кікбоксер. Триразовий переможець Гран-прі K-1 у важкій ваговій категорії (2003, 2004, 2008 роки). Чемпіон світу з муай тай у суперважкій ваговій категорії за версією WPKA (1999 рік). Знаменитий своєю видовищною ударною технікою, зокрема виконанням ударів коліньми і ногами в стрибку.